# Apinagia multibranchiata
Apinagia multibranchiata là một loài thực vật có hoa trong họ Podostemaceae. Loài này được (Matthiesen) P.Royen mô tả khoa học đầu tiên năm 1951.